# David Tom
David Tom (Hinsdale Illinois, 23 de março de 1978) é um ator americano.